# Sinocalamus nhatrangensis
Sinocalamus nhatrangensis är en gräsart som beskrevs av To Quyen Nguyen och Vucan. Sinocalamus nhatrangensis ingår i släktet Sinocalamus och familjen gräs. Inga underarter finns listade i Catalogue of Life.